# Rensjötjärnarna (Bodums socken, Ångermanland, 710460-152654)
Rensjötjärnarna är en sjö i Strömsunds kommun i Ångermanland och ingår i Ångermanälvens huvudavrinningsområde. Sjön har en area på 0,0598 kvadratkilometer och ligger 311,2 meter över havet. Sjön avvattnas av vattendraget Älgbodbäcken.

## Delavrinningsområde
Rensjötjärnarna ingår i det delavrinningsområde (710357-152692) som SMHI kallar för Ovan 710183-152804. Medelhöjden är 318 meter över havet och ytan är 5,6 kvadratkilometer. Det finns inga avrinningsområden uppströms utan avrinningsområdet är högsta punkten. Älgbodbäcken som avvattnar avrinningsområdet har biflödesordning 4, vilket innebär att vattnet flödar genom totalt 4 vattendrag innan det når havet efter 177 kilometer. Avrinningsområdet består mestadels av skog (96 procent). Avrinningsområdet har 0,11 kvadratkilometer vattenytor vilket ger det en sjöprocent på 2 procent.